# اوبالدو ماریا دل کوله
اوبالدو ماریا دل کوله (ایتالیایی: Ubaldo Maria Del Colle؛ ‏ ۲۷ ژوئن ۱۸۸۳ – ۲۴ اوت ۱۹۵۸) یک هنرپیشه اهل ایتالیا بود.
از فیلم‌ها یا برنامه‌های تلویزیونی که وی در آن نقش داشته‌است می‌توان به اتلو و ادیسه اشاره کرد.